# ラティーナ原子力発電所
ラティーナ原子力発電所(イタリア語: Centrale elettronucleare Latina)はイタリアのラツィオ州ラティーナ県ラティーナの集落Borgo Sabotinoにある原子力発電所。153MWeのマグノックス炉で、1963年から1987年にかけて運用された。
建設は1958年に開始し、1962年12月に初臨界を達成した。1963年5月に送電網に同期し、1964年1月に商業運転が始まった。
発電所はもともと210MWeの発電力を持つ予定であったが、軟鋼の重要部分が390度から360度で高温となった冷却材の二酸化炭素によって酸化する恐れがあったため、運転温度を390度から360度に抑制する必要が生じ、このため出力が24%落ち、160MWeになった。
1985年には運用認証が1992年までに更新されたが、1987年のチェルノブイリ原子力発電所事故後に停止されることになった。廃炉に向けた作業の第1段階がすでに開始している。2030年までに解体される予定である。

## 原子炉
| 原子炉              | 原子炉形式     | 正味発電量 | 総発電量 | 建設開始      | 送電網同期    | 商業運転     | 停止          |
| ------------------- | -------------- | ---------- | -------- | ------------- | ------------- | ------------ | ------------- |
| ラティーナ (Latina) | マグノックス炉 | 153 MW     | 160 MW   | 1958年11月1日 | 1963年5月12日 | 1964年1月1日 | 1987年12月1日 |

## 註
1. ↑  Operating experience with the Latina Magnox reactor - ウェイバックマシン（2008年11月22日アーカイブ分）, Ente Nazionale per l'Energia Elettrica.
2. ↑  “PRIS - Reactor Details”.   IAEA (2020年8月22日). 2020年8月23日閲覧。